# سیمواستاتین
سیمواستاتین (به انگلیسی: Simvastatin)
رده درمانی: کاهنده چربی خون .
اشکال دارویی: قرص

## موارد مصرف
درمان هیپرکلسترولمی و کاهش چربی خون. البته هرچند تاثیر اصلی سیمواستاتین در کاهش کلسترول خون است ولی به میزان کمتری تری گلیسیرید خون را نیز کاهش می دهد.

## مکانیسم اثر
مانند بقیه استاتینها با مهار آنزیم HMG COA ردوکتاز در کبد عمل میکند. HMG COA در بیوسنتز کلسترول نقش اساسی دارد.

## عوارض جانبی
میالژی و افزایش آنزیمهای کبدی، ضعف عضلانی، سردرد، ضایعات پوستی، اسهال، تهوع، دل درد و میوزیت.